# Laisse
Laisse – typ strofy, która wykorzystywana była w starofrancuskiej poezji epickiej. Zawierać mogła od 7 do 35 wersów, które powiązane były rymami pełnymi bądź asonansami.